# Liste der Naturdenkmale in Gutweiler
Die Liste der Naturdenkmale in Gutweiler nennt die im Gemeindegebiet von Gutweiler ausgewiesenen Naturdenkmale (Stand 3. Juni 2024).

## Naturdenkmale
| Nr.         | Bezeichnung           | Lage                                    | Beschreibung                                | Bild                                    |
| ----------- | --------------------- | --------------------------------------- | ------------------------------------------- | --------------------------------------- |
| ND-7235-435 | Sommerauer Wasserfall | Sommerau, Dorfstraße, hinter Nr. 8 Lage | Wasserfall der Ruwer; teilweise zu Sommerau | mehr Fotos \| Fotos hochladen           |
| ND-7235-457 | Alte Eiche            | Zum Sportplatz, neben Nr. 8 Lage        | Quercus sp., um 1800 gepflanzt              | Direkt Bild zu diesem Denkmal hochladen |